# Piermario Morosini
Piermario Morosini (n. 5 iulie 1986 — d. 14 aprilie 2012) a fost un fotbalist italian care a jucat ca mijlocaș în cele din urmă pentru Livorno fiind împrumut de la Udinese.
Pe 14 aprilie 2012, în timp ce evolua pentru Livorno, Morosini a suferit un stop cardiac și s-a prăbușit în prima jumătate a meciului din Serie B împotriva echipei Pescara. Morosini a fost dus de urgență la spitalul Santo Spirito, dar a murit la spital.